# Pimpla rufipes
Pimpla rufipes är en stekelart som beskrevs av Gaspard Auguste Brullé 1846. Pimpla rufipes ingår i släktet Pimpla och familjen brokparasitsteklar. Inga underarter finns listade i Catalogue of Life.